# Metro de Glasgow
El Metro de Glasgow (en anglès, Glasgow Subway) és una línia de metro de Glasgow, Escòcia. Va obrir el 14 de desembre de 1896, sent el tercer sistema de metro més antic del món després del metro de Londres i el metro de Budapest. Antigament era un ferrocarril per cable o funicular, més tard va ser electrificat, però les dues línies circulars mai es van ampliar. Inicialment era conegut com a Glasgow District Railway, i el 1936 va ser reanomenat Glasgow Underground. Tot i el canvi de nom la gent de Glasgow es referien a la xarxa com "the subway" (el subterrani) enlloc "the underground" (el sota terra). El 2003 l'operador, Strathclyde Associació de Transport (SPT), va tornar a anomenar al sistema "Glosgow Subway". Actualment està en marxa un estudi per projectar una expansió cap al sud de la ciutat.
El sistema no és el ferrocarril subterrani més antic de Glasgow, la distinció pertany a una secció de 5 quilòmetres del ferrocarril Glasgow City and District Railway obert l'any 1863, ara part de la línia North Clyde Line de la xarxa de ferrocarrils suburbans, que circula sota la superfície en un túnel sota la ciutat entre High Street i l'oest de Charing Cross.

## Descripció de la ruta
La ruta circular té uns 10,4 quilòmetres de longitud que s'estén al nord i al sud del riu Clyde. Les vies són d'ample estret, d'uns 1.219 mm, i els túnels tenen un diàmetre de 3,35 metres, fins i tot inferior que les línies tub del metro de Londres.
Tot el suburbà està soterrat menys la cotxera de manteniment de Broomloan Road que es troba a l'exterior, a propr de la cotxera de Govan. El sistema és propietat i operat per Strathclyde Partnership for Transport (SPT), abans anomenat Strathclyde Passenger Transport, i per exemple el 2005 va transportar 13,16 milions de passatgers.

## Connexions
Abans de la modernització, el metro no oferia connexionals formals amb altres transports, tot i que Merkland Street i Buchanan Street es trobaven a prop d'estacions de British Rail. Amb la modernització s'han millorat els enllaços de:
- A Partick, el sistema connecta amb les línies de rodalia North Clyde Line i Argyle Line.
- Enllaç entre Buchanan Street i Glasgow Queen Street.
- Glasgow Central i Argyle Street, es troben a propr de St. Enoch.